# Marta Sobral
Marta Sobral, född den 23 mars 1964 i São Paulo, är en brasiliansk basketspelare som var med och tog OS-silver 1996 i Atlanta. Detta var första gången Brasilien tog en medalj i damklassen vid de olympiska baskettävlingarna. Fyra år senare i Sydney var hon med och tog OS-brons 2000. Hon är storasyster till den olympiska basketspelaren Leila Sobral.